# دانشنامه زمین
دانشنامهٔ زمین (به انگلیسی: Encyclopedia of Earth) (مخفف EoE) یک مرجع الکترونیکی و دانشنامه برخط در مورد زمین، محیط‌های طبیعی و تعامل آن با جامعه است. این دانشنامه مجموعه‌ای از مقالات نوشته‌شده توسط محققان، متخصصان، معلمان، و دیگر کارشناسان تاییدشده می‌باشد، که با یکدیگر همکاری می‌کنند و مقاله‌های یکدیگر را بهبود می‌بخشند. مقاله‌ها بیشتر برای به دانش‌آموزان، معلمان، دانشمندان و عموم مردم نوشته می‌شود؛ از این‌رو به زبانی غیر فنی نوشته‌می‌شوند.